# Französische Badmintonmeisterschaft 1992
Die Französische Badmintonmeisterschaft 1992 fand in Toulouse statt. Es war die 43. Austragung der nationalen Titelkämpfe im Badminton in Frankreich.

## Titelträger
| Disziplin    | Sieger                                    |
| ------------ | ----------------------------------------- |
| Herreneinzel | Jean-Frédéric Massias                     |
| Dameneinzel  | Sandra Dimbour                            |
| Herrendoppel | Jean-Frédéric Massias Christophe Jeanjean |
| Damendoppel  | Sandrine Lefèvre Elodie Mansuy            |
| Mixed        | Christophe Jeanjean Virginie Delvingt     |